# Aftermath (álbum)
Aftermath es un álbum de estudio de la banda inglesa de rock The Rolling Stones. El grupo grabó el álbum en los estudios RCA de California en diciembre de 1965 y marzo de 1966, durante los descansos entre sus giras internacionales. Fue lanzado en el Reino Unido el 15 de abril de 1966 por Decca Records y en los Estados Unidos a finales de junio o principios de julio de 1966 por London Records. Es el cuarto álbum de estudio británico y el sexto estadounidense de la banda, y sigue de cerca una serie de sencillos de éxito internacional que ayudaron a traer a los Stones una nueva riqueza y fama que rivaliza con la de sus contemporáneos The Beatles.
Fue el primer álbum de los Stones grabado enteramente en los Estados Unidos, en los estudios RCA de California, y su primer álbum lanzado en estéreo. Es también uno de los primeros álbumes de rock que superan la marca de 50 minutos y contiene una de las primeras canciones de rock que superan los 10 minutos «Goin' Home». En el Reino Unido alcanzó el puesto número 1 y en los Estados Unidos el puesto número 2 y certificado platino.
En agosto de 2002 ambas ediciones de Aftermath fueron reeditadas en un nuevo CD remasterizado y en formato SACD digipak por ABKCO Records, la Reino Unido contiene una mezcla estéreo de «Mother's Little Helper». En el mismo año, la edición estadounidense de Aftermath se ubicó en el puesto número 108 en Los 500 mejores álbumes de todos los tiempos según Rolling Stone. El álbum fue incluido en los 1001 álbumes de Robert Dimery que debes oír antes de morir.

## Creación y grabación
Según Bill Wyman en su libro Rolling With The Stones, el álbum fue concebido originalmente como la banda de sonido para una película que nunca fue filmada llamada Back, Behind And In Front. El acuerdo entero se cayó, sin embargo, Jagger se encontró con el director potencial, Nicholas Ray, aunque no le gustó. Aftermath fue el primer álbum de los Rolling Stones que se registra en su totalidad en los Estados Unidos, en los legendarios estudios RCA en Hollywood, California, en 6363 Sunset Boulevard, y el primer álbum de la banda lanzado en estéreo real. Estas sesiones de grabación mantuvieron muy ocupado al grupo, ya que grabaron 21 composiciones de Jagger-Richards. También estuvieron mucho más cómodos durante las sesiones de ese álbum, ya que tenían espacio y tiempo para experimentar y pulir los arreglos, algo que no pudieron hacer en los álbumes anteriores debido a la forma "apresurada" de grabar.
El ingeniero principal del álbum también fue fundamental para que el grupo se sintiera cómodo durante las sesiones, ya que de acuerdo con Wyman, los dejó experimentar con instrumentales y unirse a músicos de sesión como Jack Nitzsche para mezclar su sonido. Wyman también declaró que él y Brian Jones recogerían los instrumentos que estaban en el estudio y experimentaran con varios sonidos para cada canción. Este álbum es notable principalmente por ser el primer LP con material totalmente original del grupo, ya que Jagger y Richards estaban creciendo no sólo como compositores sino también como arreglistas. En 2003, Jagger recordó que Richards estaba escribiendo muchas melodías y que el grupo las interpretaría de diferentes maneras, principalmente pensadas en el estudio, en oposición a la estricta organización y registro planificado de otros grupos de la época.
Brian Jones fue muy importante para dar forma al tono ya los arreglos del álbum, mientras experimentaba con una amplia gama de instrumentos étnicos como el sitar, el dulcémele de los Apalaches, marimbas y koto japonés, que contrastaban con las composiciones folk, pop, country, blues y rock, resultando así en una mezcla diversa de estilos musicales. Aftermath fue también el primer disco en el que la mayoría de las guitarras fueron grabadas por Richards, debido al multiinstrumentalismo de Jones, un hábito que sirvió como un intenso período de entrenamiento para la habilidad de Richards, que culminó en su interpretación de casi todas las guitarras en Let It Bleed.

## Recepción de la crítica
En el momento de su lanzamiento, Aftermath fue bien recibido. Keith Altman, del New Musical Express, declaró que "esos cerebros detrás de las máquinas eléctricas - The Rolling Stones - han producido el mejor valor por su dinero en su nuevo LP".
En retrospectiva, el álbum se considera un hito en la carrera del grupo. En su crítica para AllMusic, Ritchie Unterberger elogia la combinación de influencias, pero opina que "parte del material es bastante aburrido, para ser honesto, como Mick Jagger y Keith Richards eran todavía propensos a la composición inconsistente; «Goin' Home» un blues de 11 minutos, fue notable más por su duración que por su contenido". 
Escribiendo para MusicHound, Greg Kot destaca las contribuciones musicales de Jones mientras identifica a Aftermath como el álbum que marcó "la entrada de estos tradicionalistas del blues en el panteón de rock junto a Dylan y los Beatles, con su astuto uso de sitar, marimba y dulcimer".
En su lista de los 10 mejores álbumes de The Rolling Stones, NME listó a Aftermath en puesto 6, al mismo tiempo que afirma que "Mostró a los Stones rechazando y redefiniendo a la vez la tradición del rock. El primer álbum de todos los originales de los Stones, es tan clásico-embalado su reputación como sub-Beatles esperanzados nunca se recuperó".

## Historia de lanzamiento
Al igual que con todos los álbumes pre-1967 de los Stones, diferentes ediciones fueron publicadas en el Reino Unido y los Estados Unidos. Esta fue una característica común de los álbumes de pop británico en ese momento -la misma práctica se aplicó a todos los álbumes de los Beatles antes de Sgt. Pepper's Lonely Hearts Club Band, porque los álbumes del Reino Unido normalmente no incluían temas que ya habían sido lanzados como sencillos británicos porque generalmente se incluyen 13 o 14 pistas, mientras que los álbumes americanos por lo general aparece 11 o 12 pistas.
- La versión original británica de Aftermath se publicó en abril de 1966 como un LP de catorce pistas. Emitido entre sencillos «19th Nervous Breakdown» y «Paint It, Black», Aftermath fue un gran éxito en el Reino Unido, pasando ocho semanas en el número 1 en la lista de álbumes del Reino Unido. Una grabación de la canción «Take It or Leave It» fue lanzada por The Searchers en un solo unos pocos días antes de este álbum.
- La versión americana contó con una portada diferente y un orden de ejecución más corto que eliminó «Out of Time», «Take It or Leave It», «What to Do» y «Mother's Little Helper». Las cuatro pistas fueron publicadas más tarde en los Estados Unidos con otras compilaciones y «Mother's Little Helper» también se publicó como sencillo en 1966, alcanzando el puesto número 8 en las listas del Billboard. En su lugar, el álbum substituyó su actual hit # 1 «Paint It, Black». El renovado Aftermath todavía alcanzaba el puesto número 2 en los Estados Unidos, finalmente llegando a ser disco platino.

## Canciones

### Lista de canciones en el Reino Unido
Todas las canciones escritas y compuestas por Mick Jagger y Keith Richards. 
| Cara 1 |                          |          |  |
| N.º    | Título                   | Duración |  |
| 1.     | «Mother's Little Helper» | 2:47     |  |
| 2.     | «Stupid Girl»            | 2:56     |  |
| 3.     | «Lady Jane»              | 3:08     |  |
| 4.     | «Under My Thumb»         | 3:41     |  |
| 5.     | «Doncha Bother Me»       | 2:41     |  |
| 6.     | «Goin' Home»             | 11:13    |  |

| Cara 2 |                       |          |  |
| N.º    | Título                | Duración |  |
| 7.     | «Flight 505»          | 3:27     |  |
| 8.     | «High and Dry»        | 3:08     |  |
| 9.     | «Out of Time»         | 5:37     |  |
| 10.    | «It's Not Easy»       | 2:56     |  |
| 11.    | «I Am Waiting»        | 3:11     |  |
| 12.    | «Take It or Leave It» | 2:47     |  |
| 13.    | «Think»               | 3:09     |  |
| 14.    | «What to Do»          | 2:32     |  |

### Lista de canciones en Estados Unidos
Todas las canciones escritas y compuestas por Mick Jagger y Keith Richards. 
| Cara 1 |                    |          |  |
| N.º    | Título             | Duración |  |
| 1.     | «Paint It, Black»  | 3:22     |  |
| 2.     | «Stupid Girl»      | 2:56     |  |
| 3.     | «Lady Jane»        | 3:08     |  |
| 4.     | «Under My Thumb»   | 3:41     |  |
| 5.     | «Doncha Bother Me» | 2:41     |  |
| 6.     | «Think»            | 3:09     |  |

| Cara 2 |                 |          |  |
| N.º    | Título          | Duración |  |
| 7.     | «Flight 505»    | 3:27     |  |
| 8.     | «High and Dry»  | 3:08     |  |
| 9.     | «It's Not Easy» | 2:56     |  |
| 10.    | «I Am Waiting»  | 3:11     |  |
| 11.    | «Goin' Home»    | 11:13    |  |

### Could You Walk on the Water?
Varias de las canciones en el álbum fueron inicialmente destinadas para el lanzamiento en Estados Unidos de Could You Walk on the Water, el 10 de marzo de 1966. Este LP fue rechazado por la compañía discográfica americana de los Stones, London Records, que optaron por lanzar una recopilación de grandes éxitos llamada Big Hits (High Tide and Green Grass).
La lista de canciones para el álbum estancado incluye «Take It or Leave It», «Mother's Little Helper», «Think», «Goin 'Home» y «Doncha Bother Me». De éstos, los cinco serían lanzados en la versión británica de Aftermath y tres en la versión estadounidense. De las canciones restantes, «19th Nervous Breakdown» y «Sad Day» fueron lanzadas como sencillos, «Sittin' on the Fence» y «Ride On, Baby» fueron lanzados en el álbum recopilatorio Flowers (solo en EUA), junto con «Mother's Little Helper» y «Take It or Leave It». «Looking Tired» permanece inédito hasta el día de hoy.

## Personal
The Rolling Stones
- Mick Jagger: voz, armónica, coros.
- Keith Richards: guitarra acústica, guitarra eléctrica, coros.
- Brian Jones: guitarras (incluyendo guitarra slide en «Doncha Bother Me»), coros, marimbas en «Under My Thumb» y «Out of Time», campanas, Dulcémele de los Apalaches en «Lady Jane» y «I Am Waiting», Sitar en «Paint It, Black», Koto en «Take It or Leave It», armónica en «High and Dry» y «Goin' Home».
- Charlie Watts: batería.
- Bill Wyman: bajo.

Músicos adicionales
- Jack Nitzsche: pandereta, matraca y clave.
- Ian Stewart: piano, órgano.

## Posición en las listas

### Álbum en listas semanales
| Listas (1966)                      | Mejor posición |
| ---------------------------------- | -------------- |
| Alemania (Media Control)           | 1              |
| Australia (Go Set)                 | 2              |
| Estados Unidos (Billboard Hot 200) | 2              |
| Francia (SNEP)                     | 25             |
| Reino Unido (UK Albums Chart)      | 1              |

### Sencillos
| Año  | Sencillo                 | Listas                       | Posición |
| ---- | ------------------------ | ---------------------------- | -------- |
| 1966 | «Paint It, Black»        | UK Singles Chart             | 1        |
| 1966 | «Paint It, Black»        | Billboard Hot 100            | 1        |
| 1966 | «Mother's Little Helper» | Billboard Hot 100            | 8        |
| 1966 | «Lady Jane»              | Billboard Hot 100            | 24       |
| 1990 | «Paint It, Black»        | UK Singles Chart             | 63       |
| 2007 | «Paint It, Black»        | UK Singles Chart             | 70       |
| 2010 | «Paint It, Black»        | Billboard Rock Digital Songs | 25       |

## Certificaciones
| País                  | Certificación | Ventas certificadas |
| --------------------- | ------------- | ------------------- |
| Estados Unidos (RIAA) | Platino       | 1 000 000^          |

Nota: ^ Cifras de ventas basadas únicamente en la certificación